# Violah Jepchumba

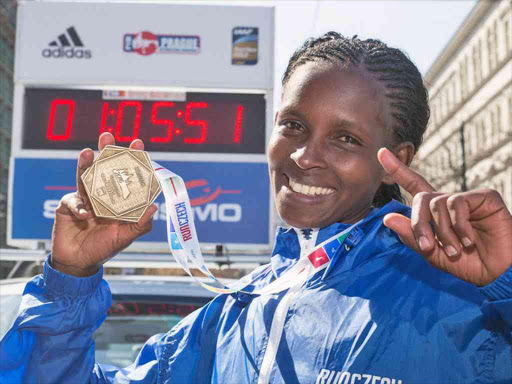
Violah Jepchumba

Violah Jepchumba, auch Violah Chepchumba und Viola Jepchumba, (* 23. Oktober 1990) ist eine bahrainische Langstreckenläuferin kenianischer Herkunft, die sich auf 10-Kilometer-Straßenläufe und den Halbmarathon spezialisiert hat. Jepchumba startete international bis Mitte 2017 für ihr Geburtsland, danach wechselte sie die Nationalität.
Im Jahr 2016 machte Jepchumba durch mehrere Weltklasseleistungen auf sich aufmerksam.
Am 2. April 2016 gewann sie den Prag-Halbmarathon und lief eine neue Weltjahresbestzeit. Mit 1:05:51 h lief sie die drittschnellste Halbmarathonzeit, die jemals eine Frau gelaufen ist, und blieb dabei nur 42 Sekunden über dem Weltrekord ihrer Landsfrau Florence Kiplagat. Derzeit belegt sie damit Rang drei der ewigen Halbmarathon-Weltrangliste (Nov. 2016).
Beim 10-Kilometer-Straßenlauf am 10. September 2016 in Prag lief Jepchumba mit 30:24 min nur drei Sekunden langsamer als die Britin Paula Radcliffe bei ihrem Weltrekordlauf im Jahre 2003.

## Persönliche Bestzeiten
| Strecke           | Zeit      | Ort  | Datum              |
| ----------------- | --------- | ---- | ------------------ |
| 10 km Straßenlauf | 30:24 min | Prag | 10. September 2016 |
| 15 km Straßenlauf | 46:21 min | Prag | 2. April 2016      |
| 20 km Straßenlauf | 1:02:42 h | Prag | 2. April 2016      |
| Halbmarathon      | 1:05:51 h | Prag | 2. April 2016      |

## Jahresbestleistungen
| Jahr | Strecke           | Zeit        | Ort        | Datum         |
| ---- | ----------------- | ----------- | ---------- | ------------- |
| 2016 | 10 km Straßenlauf | 30:24 min   | Prag       | 10. September |
| 2015 | 10 km Straßenlauf | 32:09 min   | Casablanca | 7. Juni       |
| 2014 | 10 km Straßenlauf | 32:21 min   | Paderborn  | 19. April     |
| 2014 | 10 km Straßenlauf | 32:21 min   | Brunssum   | 6. April      |
| 2016 | 15 km Straßenlauf | 46:21 min   | Prag       | 2. April      |
| 2015 | 15 km Straßenlauf | 49:00 min   | Göteborg   | 23. Mai       |
| 2016 | 20 km Straßenlauf | 1:02:24 min | Prag       | 2. April      |
| 2015 | 20 km Straßenlauf | 1:07:37 h   | Göteborg   | 23. Mai       |
| 2016 | Halbmarathon      | 1:05:51 h   | Prag       | 2. April      |
| 2015 | Halbmarathon      | 1:09:29 h   | Udine      | 20. September |

## Erfolge bei Straßenrennen und Crossläufen
| Datum              | Platz | Zeit        | Strecke        | Ort        | Event                            |
| ------------------ | ----- | ----------- | -------------- | ---------- | -------------------------------- |
| 2. Oktober 2016    | 1     | 1:08:14 h   | Halbmarathon   | Cardiff    | University Cardiff Half Marathon |
| 10. September 2016 | 1     | 30:24 min   | 10 km          | Prag       | Birell Grand Prix                |
| 21. Mai 2016       | 1     | 1:08:01 h   | Halbmarathon   | Göteborg   | Göteborgsvarvet                  |
| 24. April 2016     | 1     | 1:08:18 h   | Halbmarathon   | Istanbul   | Half Marathon Istanbul           |
| 2. April 2016      | 1     | 1:05:51 h   | Halbmarathon   | Prag       | Sportisimo Prague                |
| 31. Januar 2016    | 1     | 25:56,5 min | Crosslauf 8 km | Eldoret    | Discovery Kenya Crosscountry     |
| 1. November 2015   | 1     | 1:12:35 h   | Halbmarathon   | Laâyoune   | Laayoune International           |
| 4. Oktober 2015    | 2     | 34:39 min   | 10 km          | Marrakesch | Rahal                            |
| 20. September 2015 | 1     | 1:09:29 h   | Halbmarathon   | Udine      | Città di Udine                   |
| 23. August 2015    | 2     | 1:12:12 h   | Halbmarathon   | Klagenfurt | Kärnten läuft                    |
| 7. Juni 2015       | 1     | 32:09 min   | 10 km          | Casablanca | Memorial Rahal                   |
| 23. Mai 2015       | 5     | 1:11:46 h   | Halbmarathon   | Göteborg   | Göteborgsvarvet                  |
| 19. Oktober 2014   | 1     | 26:44,1 min | 5 Meilen       | Konstanz   | Konstanzer Altstadtlauf          |
| 12. Oktober 2014   | 1     | 33:46 min   | 10 km          | Albstadt   | Citylauf                         |
| 28. September 2014 | 1     | 1:13:20 h   | Halbmarathon   | Remich     | Route du Vin Luxemburg           |
| 21. September 2014 | 1     | 33:58 min   | 10 km          | Tübingen   | ERBE-Lauf                        |
| 14. September 2014 | 1     | 1:12:38 h   | Halbmarathon   | Kiel       | Kiel-Lauf                        |
| 7. September 2014  | 2     | 32:37 min   | 10 km          | Hamburg    | Alsterlauf                       |
| 3. Mai 2014        | 4     | 13:32,6 min | 4,25 km        | Luzern     | Stadtlauf                        |
| 19. April 2014     | 1     | 32:21 min   | 10 km          | Paderborn  | Osterlauf                        |
| 13. April 2014     | 7     | 32:59 min   | 10 km          | Würzburg   | Residenzlauf                     |
| 6. April 2014      | 2     | 32:20,8 min | 10 km          | Brunssum   | Parelloop                        |